# Zurich James Joyce Foundation

Logo

Die Zürcher James Joyce-Stiftung (ZJJF) pflegt die Erinnerung an Leben und Werk des irischen Schriftstellers James Joyce sowie an seine besondere Beziehung zu Zürich, wo er entscheidende Jahre seines Lebens verbracht hat, 1941 gestorben ist und begraben wurde. Die Stiftung wurde 1985 von Fritz Senn gegründet und während fast vierzig Jahren geleitet. Seit dem 1. September 2024 ist Martin Mühlheim Direktor. Sie ist Archiv, Dokumentationsstelle, Fachbibliothek, Literaturmuseum sowie Treffpunkt von Forschenden und Lesegruppen und hat sich durch zahlreiche wissenschaftliche Aktivitäten als wesentliche europäische Joyce-Forschungsstätte etabliert.

## Geschichte

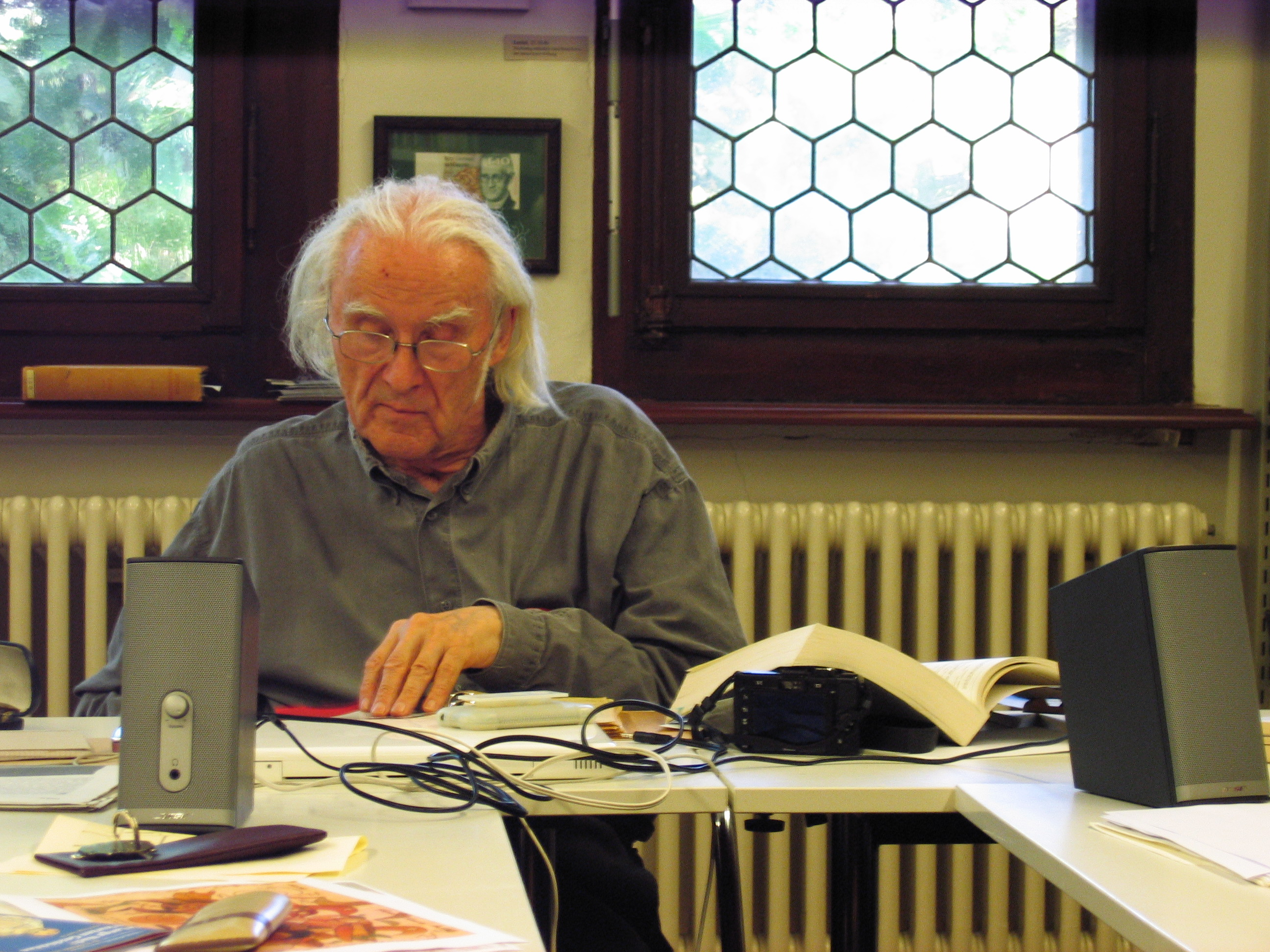
Fritz Senn während eines Treffens der Finnegans-Wake-Lesegruppe der ZJJF

Die Stiftung wurde am 9. Mai 1985 nach einer Idee von Renée Wolf in Zusammenarbeit mit dem damaligen Verwaltungsratspräsidenten der Schweizerischen Bankgesellschaft (SBG) Robert Holzach gegründet. Die SBG übernahm die Kosten für die ersten sechs Jahre. Ferner trugen verschiedene Zürcher Unternehmen sowie der Kanton Zürich einen finanziellen Beitrag. Heute ist die Stiftung finanziell mehr oder weniger unabhängig.
In der Gründungsphase befand sich die Stiftung in der Augustinergasse 28. Im März 1989 übersiedelte sie in den Strauhof (Augustinergasse 9) und blieb damit an zentraler Lage, in unmittelbarer Nähe zur Bahnhofstrasse.
Bisherige Leiter der Stiftung waren Fritz Senn (1985–2022), Ruth Frehner und Ursula Zeller (2022–2024) und Martin Mühlheim (seit 2024).

## Tätigkeiten

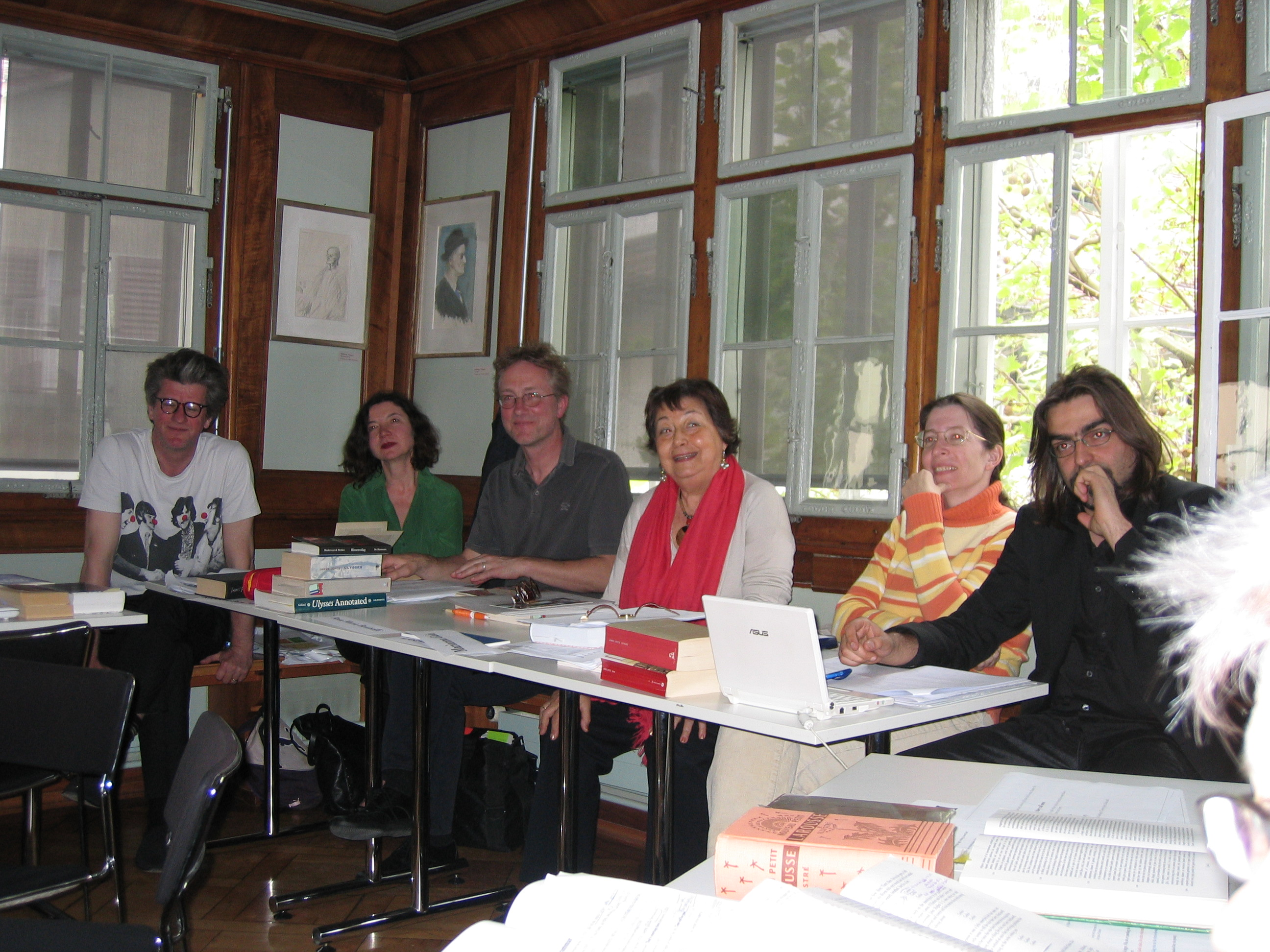
Übersetzer-Workshop in der ZJJF

Seit ihrer Gründung wird die Stiftung vom Schweizer James-Joyce-Fachmann Fritz Senn geleitet. Gemeinsam mit den Kuratorinnen, Ruth Frehner (seit 1985) und Ursula Zeller (seit 1990), die die vielfältigen Aktivitäten der Stiftung inhaltlich und konzeptionell vorbereiten und betreuen sowie diverse Projekte (Ausstellungen, Publikationen, Edition der Sylvia-Beach-Edition, Veranstaltungen) federführend betreiben, hat er die ZJJF zu der zentralen mitteleuropäischen Joyce-Forschungsstätte entwickelt.
Die Stiftung versteht sich nicht nur als Museum bzw. Bibliothek, sondern fördert durch Ausstellungen, Veranstaltungen, Lesegruppen, Workshops, Symposien und Veröffentlichungen die Auseinandersetzung mit Joyce’ Leben und Werk. Schliesslich möchte sie die Angst des Publikums vor dem als schwierig geltenden Autor Joyce abbauen, wozu unter anderem jene drei Lesegruppen dienen, die sich wöchentlich in fortlaufender Lektüre mit Ulysses und Finnegans Wake beschäftigen.

## Bestände

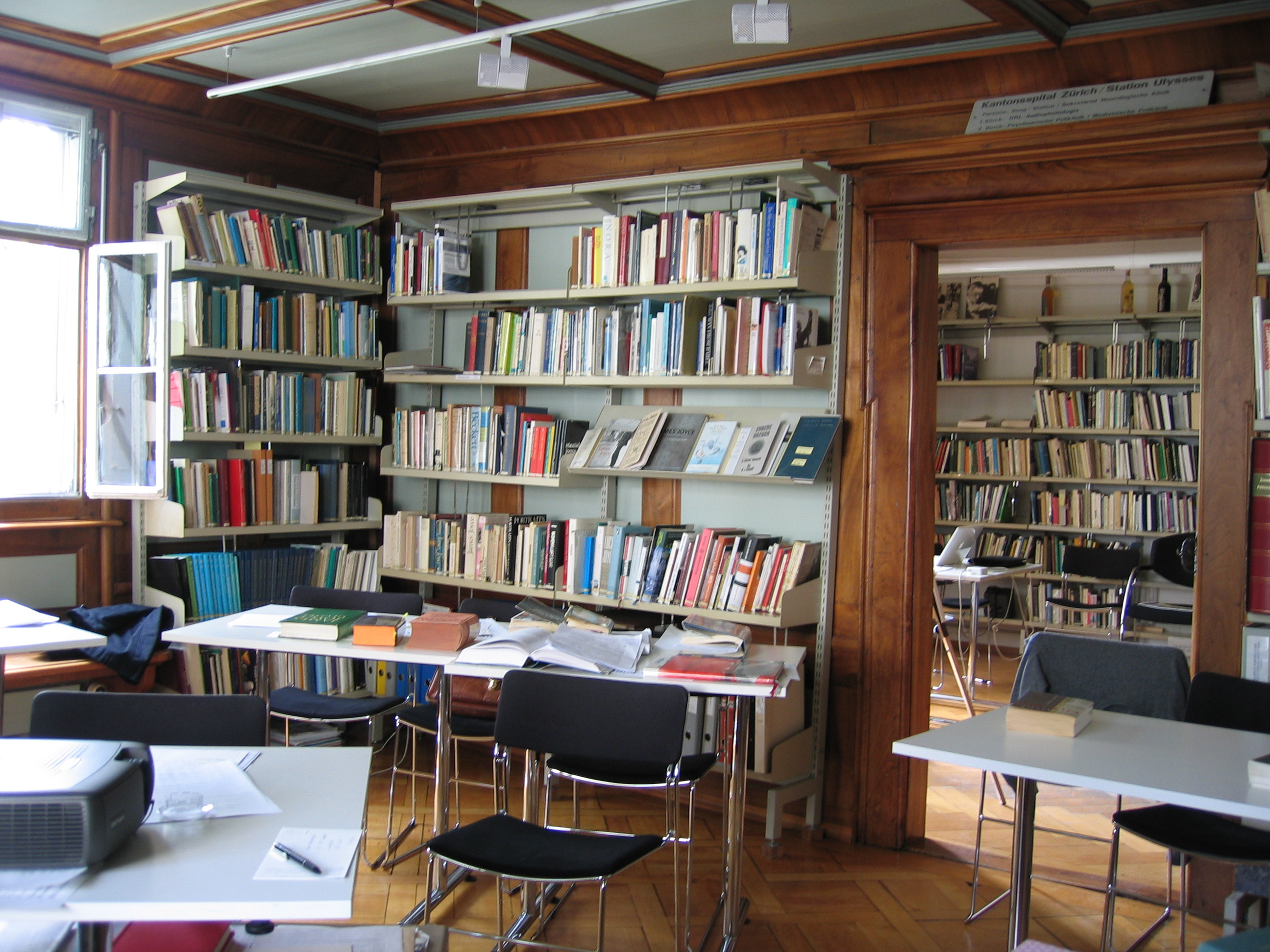
Räumlichkeiten der Zürcher James Joyce-Stiftung (ZJJF)

Die Stiftung ist die grösste Joyce-Sammlung in Kontinentaleuropa. Ihr Mittelpunkt ist die rund 250 Regalmeter umfassende Fachbibliothek, die rund 7000 Werke, darunter diverse Ausgaben von Joyce’ Werken, unter anderem einige Erstausgaben, illustrierte Ausgaben sowie zahlreiche Sammlerstücke enthält. Neben der Primär- und Sekundärliteratur besitzt die Stiftung Autographe, Originalausgaben, Briefe, Fotografien, Schallplatten, Fachzeitschriften, Poster, Fachpublikationen, Audio-, Video- und DVD-Aufzeichnungen von Joyce-Werken und -Dokumentationen sowie folgende Joyce-«Reliquien»: eine der beiden Totenmasken, zwei Spazierstöcke, eine Krawatte sowie einen seiner Reisekoffer.
In Zahlen heisst dies: 400 Bände Werkausgaben, 700 Bände Übersetzungen, 2800 Bände Joyce-Sekundärliteratur, 3200 Bände Nachschlagewerke sowie übrige Primär- und Sekundärliteratur. Ferner knapp 200 Autographe (davon knapp die Hälfte von Joyce), 600 Tonträger, 50 Videos und DVDs, 100 Bände Foto-Chronik, hunderte Poster und Bildmaterialien sowie tausende Separata sind vorhanden.

## Verein der Freunde der Zürcher James Joyce Stiftung
Zur ideellen und auch finanziellen Unterstützung der Stiftung wurde 1987 der Verein der Freunde der Zürcher James Joyce Stiftung ins Leben gerufen. Er vergibt unter anderem Kurzstipendien, die es Joyceforschern ermöglichen, ein, zwei Monate hier zu forschen. Darüber hinaus übernehmen die Freunde die Honorare für die «Strauhof-Vorträge» und sind gemeinsam mit der Stiftung Gastgeber der Bloomsday-Feier. Nicht zuletzt unterstützen sie auch Beiträge zu Buchpublikationen sowie anderen ausgewählten Stiftungsprojekten.